# Nuova Era (gruppo musicale)
I Nuova Era sono un gruppo di rock progressivo italiano fondato nel 1985 a Firenze.

## Storia
Il gruppo fu fondato a Firenze nel 1985 dal tastierista e compositore Walter Pini. La formazione storica comprendeva Gianluca Lavacchi alla batteria, Enrico Giordani al basso, Alex Camaiti alla chitarra e voce. I testi erano di Ivan Pini.
Hanno inciso quattro album: L'ultimo viaggio (1988), Dopo l'infinito (1989), Io e il tempo (1992) e Il passo del soldato (1995) (quest'ultimo con Claudio Guerrini alla voce, al posto di Camaiti, ottenendo un buon successo anche nel mercato europeo ed asiatico; Io e il tempo, per esempio, fu pubblicato anche con il booklet in coreano.
Nel 2008 Walter Pini, assieme a Davide Guidoni (batteria) e Guglielmo Mariotti (basso), ha iniziato un progetto con registrazioni di pezzi inediti. Nel 2009 uno di questi è uscito su l'opera "Inferno the divine comedy" cd 1 canto I, e sul successivo "purgatorio" cd2 canto XXII, nel 2010 sul "paradiso" canto II. Questi pezzi faranno parte del quinto cd dei Nuova Era (omonimo), uscito nel  dicembre 2010, insieme ad altri brani tra cui un remake di "dopo l'infinito" e pezzi dal vivo con la formazione originale. Dal 2013 Walter Pini ed il vecchio chitarrista-cantante Alex Camaiti hanno provato e  registrato con nuovi membri, Rudi Greco al basso e Maurizio Marra alla batteria  un concept album di ambientazione fantasy-medioevale, per la prima volta con "cantato" in inglese, ma in perfetto stile "Nuova Era". Il disco "Return to the castle" è uscito in ottobre 2016 distribuito da BTF. I testi e la copertina sono di James Hoog, le musiche sempre di Walter Pini. Nel 2025 tornano con un album ambizioso ispirato al romanzo di Jules Verne, cantato in italiano con una lunga suite perfettamente in stile prog classico anni 70 sia negli arrangiamenti, nei suoni e nelle melodie sempre composte dal tastierista Walter Pini.

## Discografia
- L'ultimo viaggio (Contempo Records, 1988)
- Dopo l'infinito (Contempo Records, 1989)
- Io e il tempo (Contempo Records, 1992)
- Il passo del soldato (Pick-up Records, 1995)
- Nuova Era (BTF, 2010)
- Return to the castle) (AMS Records, 2016)
- 20000 leghe sotto i mari (AMS records, 2025)